# Rodolfo Castro
Rodolfo Castro (El Llano, 21 maggio 1999) è un giocatore di baseball dominicano, che gioca nel ruolo di seconda base per i Pittsburgh Pirates della Major League Baseball (MLB).